# Ligne d'Angers-Saint-Laud à La Flèche
La ligne d'Angers Saint-Laud à La Flèche est une ancienne ligne de chemin de fer à voie normale française des départements de la Sarthe et du Maine-et-Loire.

## Description

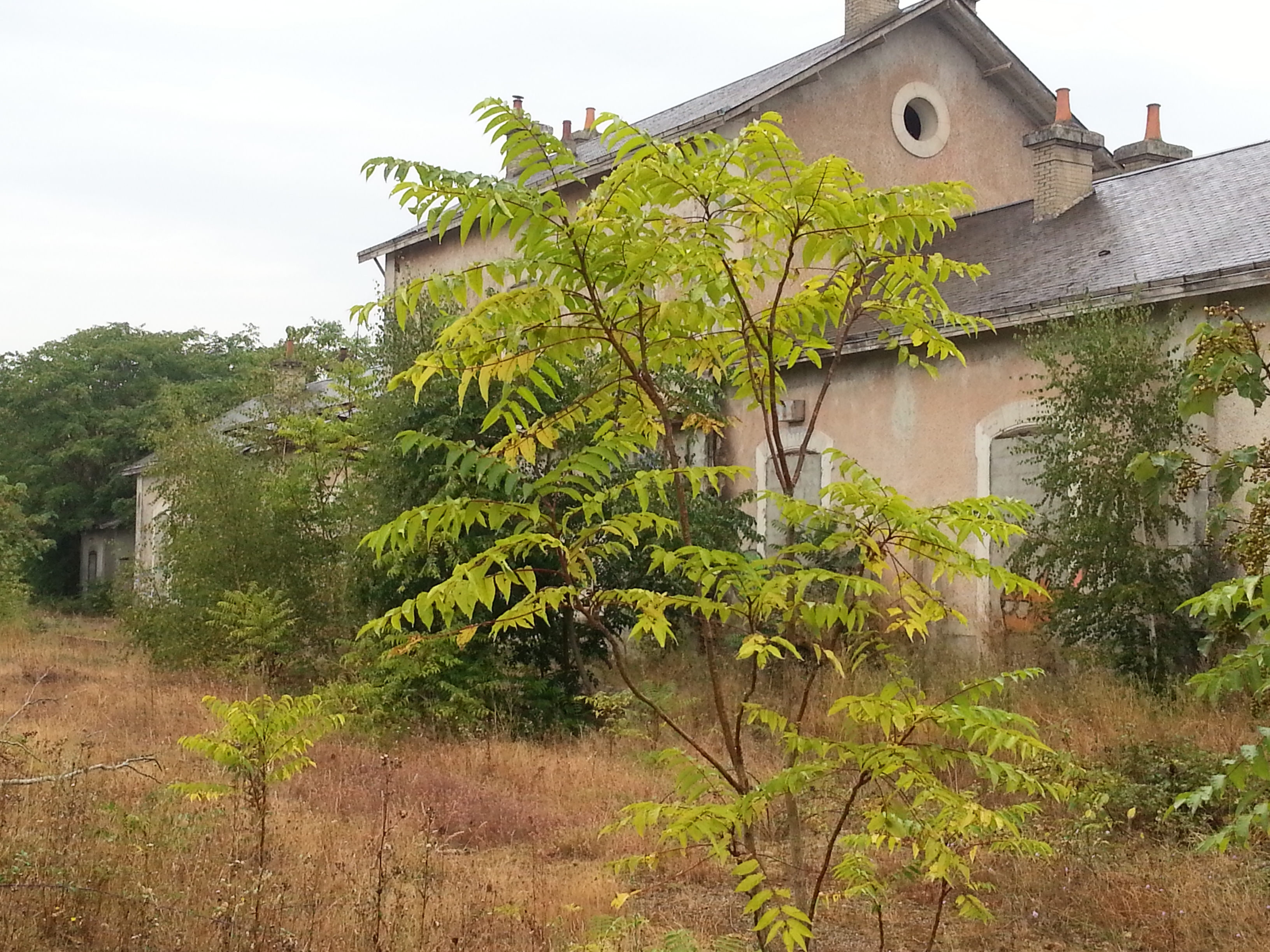
Intérieur de la gare de La Flèche en 2013, noyée dans la végétation.

## Histoire
La section « de La Flèche à la limite du département de Maine-et-Loire, vers Angers » est concédée par une convention signée le 21 avril 1872 entre le conseil général de la Sarthe et la Compagnie du chemin de fer de Paris à Orléans. Cette ligne est déclarée d'utilité publique, à titre d'intérêt local, par un décret le 11 avril 1874. Cette section est reclassée dans le réseau d'intérêt général par une loi le 28 décembre 1880.
La section de ligne située dans le département de Maine-et-Loire est déclarée d'utilité publique, à titre d'intérêt général, par une loi le 7 avril 1879.
La ligne est concédée par l'État à la Compagnie du chemin de fer de Paris à Orléans (PO) par une convention signée entre le ministre des Travaux publics et la compagnie le 28 juin 1883. Cette convention est approuvée par une loi le 20 novembre suivant.
- 1944 : Fermeture au service marchandises de Durtal - Gouis
- 1er juillet 1951 : Fermeture au service marchandises de Durtal - Saint-Barthélémy-d'Anjou
- Retranchement d'une section à Gouis (PK 36,374 à 36,931) et d'une autre à La Flêche (PK 47,100 à 48,417) par décret le 12 février 2001[5].

## État actuel
Une voie verte de 10 km est aménagée de La Flèche à Durtal.